# Бозон (маркграф Тосканы)
Бозон (фр. Boson, итал. Bosone; 885—936) — граф Авиньона (911—931), граф Арля (926—931) и маркграф Тосканы (931—936); сын Теобальда Арльского и Берты Лотарингской, представитель династии Бозонидов.

## Биография

### Правление
Бозон стал графом Арля в 926 году, сменив своего родного брата Гуго Арльского, ставшего в то время королём Италии. В 931 году Гуго передал Бозону конфискованную у Ламберта Тосканскую марку. С этих пор Бозон находился в Италии, а владения в Провансе он передал в управление своей дочери Берте.
В 936 году Гуго приказал арестовать Бозона, заподозрив его в подготовке мятежа, а его тосканские владения передал своему незаконнорожденному сыну Гумберту. Вскоре Бозон был убит, вероятно, по приказу Гуго и, возможно, по инициативе его жены Виллы Прованской.

### Брак и дети
- 1-жена: неизвестна. Дети:
  - Ротбальд (ок. 907—936), муж Ирменгарды Аквитанской, дочери Гильома I; был убит в 936 году по приказу Гуго Арльского
- 2-жена: Вилла Бургундская, дочь короля Верхней Бургундии Рудольфа I. Дети:
  - Берта (ок. 912—18 августа 965), графиня Арля (с 931 года), жена (с ок. 924 года) графа Витри Бозона I (895—935), сына герцога Бургундии Ричарда I Заступника, затем жена (с ок. 936 года) графа Руэрга Раймунда II
  - Вилла (912—970), жена (с 930 года) короля Италии Беренгара II
  - Гизелла
  - Рихильда